# Shijō Saikyō no Deshi Ken'ichi
Shijō Saikyō no Deshi Kenichi (史上最強の弟子ケンイチ lit. Ken'ichi, el discípulo más fuerte de la historia?), conocido también en Estados Unidos como Kenichi the Mightiest Disciple, y en Latinoamérica simplemente como Kenichi, es una serie de manga escrita e ilustrada por Syun Matsuena. Fue publicado por la editorial Shōgakukan desde 2002 a 2014. Una adaptación a serie de anime producida por TMS Entertainment y dirigida por Hajime Kamegaki comenzó a transmitirse el 7 de octubre de 2006 por TV Tokyo.  Actualmente cuenta con un total de 11 OVAS que dan continuidad al anime, pero aun quedando inconcluso.

## Argumento
Ken'ichi Shirahama es un muchacho débil y tímido que se une al club de karate de su escuela en busca de hacerse más fuerte. Sin embargo, los demás miembros solo se dedican a maltratarle por diversión y sin molestarse en entrenarlo. Un día, conoce a una hermosa joven recién trasferida a su clase llamada Miu, quien posee un asombroso poder como luchadora, y tras conocerse se transforma en el primer amigo de la joven. Luego de que Ken'ichi logra derrotar a un compañero de su club de karate que es varias veces más fuerte que él, llamado Daimonji, gracias a un entrenamiento especial de Miu, es buscado por un grupo criminal conocido como Ragnarok, quienes intentan probarlo para que se una a su grupo o eliminarlo si se niega o es muy débil. Debido a esto, Kenichi ingresa al dojo Ryōzanpaku para aumentar su fuerza y habilidades en artes marciales.

## Personajes

### Principales
Ken'ichi Shirahama (白浜 兼一 Shirahama Ken'ichi?)
Seiyū: Tomokazu Seki
Kenichi es un estudiante de instituto de segundo año (primer año al inicio de la serie), le gusta la botánica y la lectura libros de autoayuda. Es el protagonista de la historia y es comúnmente denominado como aquel que se convertirá en "El discípulo más fuerte de la historia" ya que posee conocimientos de karate, muay thai, jujitsu japonés y kenpo. En un primer momento fue visto como un chico débil y cobarde por el resto de su escuela siendo calificado como el más débil de los estudiantes. Para llegar a ser lo suficientemente fuerte como para proteger a los que le importan, él se convierte en discípulo del dojo llamado Ryōzanpaku, finalmente se queda a vivir allí para aprender plenamente las enseñanzas de sus maestros. A pesar de su naturaleza cobarde, crece hasta ser un gran luchador cuando está motivado, por lo general utiliza su habilidad para proteger a otros, ya sean aliados o enemigos y bajo ningún concepto pelea contra una mujer por muy fuerte que esta sea, a lo largo de la serie demuestra estar enamorado de Fūrinji Miu, a tal razón que lo lleva a soportar los más duros entrenamientos por parte de sus maestros ya que es consciente de lo fuerte que es ella, pero su deseo es convertirse en alguien que pueda protegerla.
Miu Fūrinji (風林寺 美羽 Fūrinji Miu?)
Seiyū: Tomoko Kawakami
Es una estudiante de instituto de segundo año (primer año al inicio del anime), que está en la misma clase que Kenichi. Miu tiene un carácter suave a pesar de ser increíblemente fuerte debido al entrenamiento de su abuelo, el anciano del Ryōzanpaku. Miu es una chica deseosa de hacer amigos y valora la amistad de Kenichi, al principio parece no darse cuenta de los verdaderos sentimientos que él siente por ella pero más tarde si, aunque suele sentir celos cuando otra da señales de afecto hacia Kenichi. Es frecuentemente molestada y, a la vez, alabada por su escultural figura, especialmente sus senos. Últimamente se conoce el hecho de que está enamorada de Kenichi, ya que, aunque Kenichi no se haya declarado, le ha dado a entender que esperará hasta que este la proteja. Sin embargo, solo podrán tener una relación más especial cuando Kenichi derrote a su abuelo, lo que parece tarea casi imposible.
Hayato Fūrinji (風林寺 隼人 Fūrinji Hayato?)
Seiyū: Hiroshi Arikawa
Es el abuelo de Fūrinji Miu quien la entreno en artes marciales desde los 5 años de edad, es el fundador del dojo Ryozampaku en donde vive. Lo llaman "El superhombre invencible", debido a que es el mejor del mundo y que nunca perdió una pelea en toda su vida, tanto que no se dio cuenta ni siquiera de su edad. Es tan fuerte que tiene ganado el respeto de los demás maestros del Ryozanpaku, fue capaz de derrotar a un luchador de nivel Maestro con un solo dedo en el torneo D de D, y con tan solo el 0,0002% de su poder fue capaz de enfrentarse y derrotarles a Miu como a Kenichi y fue capaz de destruir una bomba dirigida a Japón con sus manos y sobrevivir.
Apachai Hopachai (アパチャイ・ホパチャイ Apachai Hopachai?)
Seiyū: Hiroya Ishimaru
Es un luchador de nacionalidad tailandesa y tiene 28 años; conocido en el submundo como "El dios de la muerte del muay thai" o en la versión hispana como "El terror del muay thai". Es el maestro más gentil de todos pero le cuesta mucho controlar su fuerza lo que provoca muchos problemas para entrenar a Kenichi, llegando en ocasiones a detener sus signos vitales ya que incluso moderándose su fuerza y salvajismo son inhumanos. Domina el antiguo arte del Muay Boran también conocido como Muay Thai antiguo que le fue enseñado por su maestro a él y a su condiscípulo Agaard, sin embargo le ha prohibido a Kenichi observarlo mientras lo practica ya que no desea que conozca un estilo tan sanguinario.
Shio Sakaki (逆鬼 至緒 Sakaki Shio?)
Seiyū: Unshō Ishizuka
Es el maestro de karate del ryozanpaku, sigue el katsuji-ken y es un luchador de tipo dou. Se le conoce como "el centésimo dan" o "el maestro de karate nivel 100". Tiene 29 años. Es un gran bebedor y apostador; al principio dice que no acepta discípulos pero poco a poco acepta a Kenichi y le da consejos. Suele trabajar con la policía japonesa como guardaespaldas o encargarse de asuntos difíciles de explicar ante la ley.
Akisame Kōetsuji (岬越寺 秋雨 Kōetsuji Akisame?)
Seiyū: Jūrōta Kosugi
También conocido como el filósofo del jujitsu. Como su sobrenombre lo indica él es el maestro de jujitsu del ryozanpaku. A pesar de ser bastante tranquilo hace sufrir como un perro a Kenichi con su entrenamiento, aunque dicen que es el más blando de los maestros. Tiene una clínica de quiropráctica al lado del dojo. En sus tiempos de ocio, fabrica diferentes tipos de objetos que son para el beneficio de su hogar. Tiene sus músculos anormalmente desarrollados debido a un entrenamiento especial que el mismo creó convirtiendo todo su cuerpo a un tipo de músculo de color rosa, lo cual le da una enorme fuerza y resistencia. Muestra un cariño especial hacia kenichi, en alguna ocasión comentó a Kenichi que él y Saiga Furinji (hijo de Hayato Furinji y papá de Miu), fueron muy amigos.
Kensei Ma (馬 剣星 Ba/Ma Kensei?)
Seiyū: Issei Futamata
Conocido como "el maestro de todas las artes chinas". Es maestro en el arte del kenpō chino y maestro en hacer fotos a las bragas de las chicas, todo un personaje, Le vende fotos a Kenichi, tanto de Miu como de Shigure, en situaciones comprometedoras, es veloz y tiene técnicas inimaginables, durante la serie tiene una lucha contra su hermano mayor Ma Sougetsu, quien es muy fuerte y voraz. Era el líder de la alianza del fénix; tiene cierto pasado con la mafia china y parece que se fugó de su casa dejando a unos 100000 estudiantes, y le molesta mucho cuando lo busca su hija Ma Renka, Tiene una clínica de acupuntura al lado del dojo. Al parecer es un cincuentón por lo que es el segundo maestro más viejo del ryozanpaku después de Furinji Hayato.
Shigure Kōsaka (香坂 しぐれ Kōsaka Shigure?)
Seiyū: Mamiko Noto
Es la prodigio de la espada y las armas, posee una gran belleza y unos enormes senos que en la segunda parte del manga se muestran al aire en algunos capítulos. No se conoce su edad debido a que su padre, a pesar de ser muy bueno, perdió la cuenta. Su nombre significa Rocío tardío de otoño, este nombre se lo puso akisame ya que al conocerla de niña no tenía uno. Su katana fue hecha por su padre el cual sabía "el secreto del acero", pasando el secreto en herencia a shigure a través de la espada. Shigure tiene de mascota un ratón llamado Touchumaru, que no es un ratón normal ya que también pelea. Fue traída al Ryozanpaku por Akisame, el cual la conoció de niña a ella y a su padre, este le pide a Akisame que lo mate porque Yami lo obligaba a hacer armas para ellos, Akisame se niega, pero después de un tiempo se ve obligado a hacerlo. Como mató a su padre, debe criar a Shigure, la cual ya lo había perdonado porque sabía la condición de su padre, pero al no saber como criarla, Akisame la deja a cuidado de una familia amiga: Los Kousaka los cuales la adoptan como miembros de ellos y le enseñan a manejar todo tipo de armas.

## Media

### Manga
Creado por Shun Matsuena, Shijō Saikyō no Deshi Ken'ichi se publica desde el 2002 por la editora Shōgakukan. Finalizó en 2014, con 61 volúmenes tankobon.
| Volumen | ISBN                   | Fecha de publicación en Japón |
| ------- | ---------------------- | ----------------------------- |
| 01      | ISBN 978-4-09-126571-5 | 9 de agosto de 2002           |
| 02      | ISBN 978-4-09-126572-2 | 18 de octubre de 2002         |
| 03      | ISBN 978-4-09-126573-9 | 18 de enero de 2003           |
| 04      | ISBN 978-4-09-126574-6 | 18 de marzo de 2003           |
| 05      | ISBN 978-4-09-126575-3 | 18 de junio de 2003           |
| 06      | ISBN 978-4-09-126576-0 | 8 de agosto de 2003           |
| 07      | ISBN 978-4-09-126577-7 | 18 de noviembre de 2003       |
| 08      | ISBN 978-4-09-126578-4 | 18 de febrero de 2004         |
| 09      | ISBN 978-4-09-126579-1 | 18 de marzo de 2004           |
| 10      | ISBN 978-4-09-126580-7 | 18 de mayo de 2004            |
| 11      | ISBN 978-4-09-127151-8 | 16 de julio de 2004           |
| 12      | ISBN 978-4-09-127152-5 | 18 de octubre de 2004         |
| 13      | ISBN 978-4-09-127153-2 | 17 de diciembre de 2004       |
| 14      | ISBN 978-4-09-127154-9 | 18 de febrero de 2005         |
| 15      | ISBN 978-4-09-127155-6 | 18 de abril de 2005           |
| 16      | ISBN 978-4-09-127156-3 | 16 de junio de 2005           |
| 17      | ISBN 978-4-09-127157-0 | 8 de agosto de 2005           |
| 18      | ISBN 978-4-09-127158-7 | 18 de noviembre de 2005       |
| 19      | ISBN 978-4-09-120048-8 | 18 de enero de 2006           |
| 20      | ISBN 978-4-09-120348-9 | 18 de abril de 2006           |
| 21      | ISBN 978-4-09-120437-0 | 18 de julio de 2006           |
| 22      | ISBN 978-4-09-120625-1 | 4 de octubre de 2006          |
| 23      | ISBN 978-4-09-120699-2 | 16 de diciembre de 2006       |
| 24      | ISBN 978-4-09-121022-7 | 16 de marzo de 2007           |
| 25      | ISBN 978-4-09-121076-0 | 18 de junio de 2007           |
| 26      | ISBN 978-4-09-121186-6 | 18 de septiembre de 2007      |
| 27      | ISBN 978-4-09-121225-2 | 15 de diciembre de 2007       |
| 28      | ISBN 978-4-09-121297-9 | 18 de marzo de 2008           |
| 29      | ISBN 978-4-09-121389-1 | 16 de mayo de 2008            |
| 30      | ISBN 978-4-09-121450-8 | 11 de agosto de 2008          |
| 31      | ISBN 978-4-09-121508-6 | 18 de noviembre de 2008       |

| Volumen | ISBN                   | Fecha de publicación en Japón |
| ------- | ---------------------- | ----------------------------- |
| 32      | ISBN 978-4-09-121589-5 | 18 de febrero de 2009         |
| 33      | ISBN 978-4-09-121893-3 | 17 de abril de 2009           |
| 34      | ISBN 978-4-09-121693-9 | 17 de julio de 2009           |
| 35      | ISBN 978-4-09-121730-1 | 17 de septiembre de 2009      |
| 36      | ISBN 978-4-09-122026-4 | 18 de diciembre de 2009       |
| 37      | ISBN 978-4-09-122147-6 | 18 de febrero de 2010         |
| 38      | ISBN 978-4-09-122295-4 | 18 de mayo de 2010            |
| 39      | ISBN 978-4-09-122417-0 | 16 de julio de 2010           |
| 40      | ISBN 978-4-09-122620-4 | 18 de octubre de 2010         |
| 41      | ISBN 978-4-09-122767-6 | 18 de enero de 2011           |
| 42      | ISBN 978-4-09-122850-5 | 18 de abril de 2011           |
| 43      | ISBN 978-4-09-122869-7 | 18 de mayo de 2011            |
| 44      | ISBN 978-4-09-123334-9 | 17 de octubre de 2011         |
| 45      | ISBN 978-4-09-123384-4 | 18 de noviembre de 2011       |
| 46      | ISBN 978-4-09-123564-0 | 16 de marzo de 2012           |
| 47      | ISBN 978-4-09-123697-5 | 18 de junio de 2012           |
| 48      | ISBN 978-4-09-123805-4 | 18 de septiembre de 2012      |
| 49      | ISBN 978-4-09-124010-1 | 16 de noviembre de 2012       |
| 50      | ISBN 978-4-09-124182-5 | febrero de 2013               |
| 51      | ISBN 978-4-09-124302-7 | mayo de 2013                  |
| 52      | ISBN 978-4-09-124348-5 | agosto de 2013                |
| 53      | ISBN 978-4-09-124404-8 | septiembre de 2013            |
| 54      | ISBN 978-4-09-124493-2 | noviembre de 2013             |
| 55      | ISBN 978-4-09-124561-8 | febrero de 2014               |
| 56      | ISBN 978-4-09-124642-4 | mayo de 2014                  |
| 57      | ISBN 978-4-09-125078-0 | agosto de 2014                |
| 58      | ISBN 978-4-09-125110-7 | septiembre de 2014            |
| 59      | ISBN 978-4-09-125319-4 | octubre de 2014               |
| 60      | ISBN 978-4-09-125368-2 | noviembre de 2014             |
| 61      | ISBN 978-4-09-125627-0 | febrero de 2015               |

### Anime
Dirigido por Hajime Kamegaki y realizado por TMS Entertainment, se estrenó el 7 de octubre de 2006 por la cadena televisiva TV Tokyo. Consta de 50 episodios, transmitiéndose el último episodio el 29 de septiembre de 2007.
Actualmente cuenta con 11 OVAs producidas por el estudio Brain's Base.
Desde el 8 de abril se transmiten estas ovas en formato "Tv" por el canal televisivo Tokyo MX, ajustándose al formato TV, y teniendo así un final de 11 capítulos.